# مالك هووكر
مالك هووكر (بالإنجليزية: Malik Hooker)‏ هو لاعب كرة قدم أمريكية أمريكي، ولد في 2 أبريل 1996 في نيو كاسل في الولايات المتحدة.

## وصلات خارجية
- مالك هووكر على موقع مرجع كرة القدم المحترفة.كوم (الإنجليزية)